# Транспорт Кладово
«Кладовский транспорт» или «Транспорт Кладово» — неудачная попытка эвакуации еврейских беженцев, начавшаяся 25 ноября 1939 года в Вене. Цель перевозимых была добраться до Палестины. В результате раннего замерзания Дуная зимой 1939—1940 годов беженцам пришлось перезимовать в югославском речном порту Кладово. В 1940 году они напрасно прождали морского судна для дальнейшего путешествия, в результате — им пришлось перебраться в порт Шабац на Саве, где они были пойманы нацистами в 1941 году. Только приблизительно двум сотням, преимущественно молодых, людей удалось спастись. Участники «транспорта» были расстреляны в период с 12 по 13 октября подразделениями вермахта по приказу генерала Франца Бёме; в начале января 1942 года женщины-участницы были переведены в концлагерь Саймиште, где они были убиты в период с 19 марта по 10 мая 1942 года с использованием газвагенов под руководством Герберта Андорфера.

## Предыстория
В 1917 году британская декларация Бальфура о создании «еврейской родины» в Палестине обещала евреям возможность легальной иммиграции (алия). В 1920-х годах, с введением системы квот и сертификацией для разных категорий переезжающих, она была ограничена и в 1930-е годы сионистские организации стали реализовывать незаконные перевозки (Aliya Bet). На рубеже 1938—1939 годов в рамках сионистского движения «Хагана в Палестине» для организации незаконных перевозок был создан Моссад ле-Алия Бет. Между аннексией Австрии Германским рейхом и началом Второй мировой войны 17 000 человек покинули Европу в рамках 50 незаконных перевозок.
Австрийские евреи были в значительной степени ассимилированы в стране; они поддерживали евреев Палестины с финансовой и моральной сторон, не думая о собственной эмиграции. Венской организацией служила, главным образом, транзитной базой для перевозки восточноевропейских евреев. С аншлюсом Австрии Нюрнбергские расовые законы в стране были приняты за одну ночь.
В мае 1939 года Британское правительство, управлявшее в Палестине по мандату, опубликовало «Белую книгу», согласно которой иммиграция на следующие пять лет была ограничена цифрой в 75000 человек. Другие страны также резко ограничили иммиграционные потоки. После 1938 года Ральф Вайнгартен провел конференцию беженцев в Эвиане, описав свое впечатление о ситуации:
Обе стороны, «принимающие» страны и страны высылки, хотели в сущности одного и того же: отправить это тревожащее и раздражающее меньшинство куда-нибудь подальше, а лучше - потопить их в каком-нибудь отдалённом уголке земли и таким образом заставить исчезнуть
Евреям стало все труднее избегать угроз нацистов, так как сфера влияния нацизма неуклонно росла. Незаконная иммиграция в Палестину становилась все более важной, поскольку с началом Второй мировой войны организация легального транспорта была крайне затруднена. Британцы считали еврейских беженцев из враждебных стран «вражескими мигрантами».
Осенью 1939 года основатель Центрального агентства еврейской эмиграции в Вене Адольф Эйхман оказал давление на генерального секретаря австрийского движения «Гехалуз» Георга Юбералла. Эйхман пригрозил, что все не эмигрировавшие члены Гехалуза будут депортированы в Польшу, если не покинут страну незамедлительно. В итоге агент Моссада Моше Агами дал свое согласие на перевозку. Фердинанд Цейпек, бывший национал-социалист, поддержал попытки спасения евреев и помог организовать 800 легальных въездных виза в Словакию. Также впервые незаконным транспортом были вывезены группы молодежи «Алия». Участники «транспорта» имели очень разное социальное происхождение: они представляли весь спектр евреев Центральной Европы, а их религиозность варьировалась от ортодоксальной до умеренно-традиционной и атеистической.

## Путь
25 ноября 1939 года 822 человека, отобранных для перевозки лиц, были привезены на поезде в Братиславу. Они могли взять только рюкзак с личными вещами, который не мог весить более восьми килограмм, и — в соответствии с «порогом налогообложения эмиграции» — стоить более десяти рейхсмарок в иностранной валюте.
Прибыв в Братиславу, они были интернированы в лагерь на заброшенном заводе боеприпасов «Патронка» и кварталах «Слободрина», где их охраняли члены словацкой фашистской гвардии. Продовольстве они получали от местной еврейской общины. В то время как Дунай уже угрожал замерзнуть, они продолжатели ждать. Власти Словакии предъявили ультиматум, с требованием вернуть группу на немецкую территорию.
Примерно через 10 дней беженцы были доставлены на автобусах в порт и смогли подняться на борт парохода DDSG «Уран». На границе с Венгрией транспорт был остановлен и возвращен. После серии неудачных попыток покинуть Европу и после того как погодные условия сделали невозможным дальнейшее путешествие, евреи вернулись в Кладово, где они должны были провести зиму. Генеральный секретарь Федерации еврейских общин Королевства Югославии Симе Спитцер взял на себя обязательство за эту группу.